# Grafit
A grafit a terméselemek osztályába tartozó ásvány, a szén hexagonális kristályrendszerű allotrop módosulata. Fejlett lapokkal határolt, kristályos alakban ritka, többnyire pikkelyes-leveles vagy vaskos, szemcsés, néha földes halmazokban jelenik meg.

## Keletkezése
- Metamorf eredet – metamorfizált kőzetekben szerves eredetű grafit képződik kőszenes üledékekből, nyomás és hőmérséklet együttes hatására, de kontakt metamorf hatásra is keletkezik.
- Magmás keletkezés – gránitpamint hidrotermális képződése is ismert.
- Meteoritásvány – főként vas-, de egyes szilikátmeteoritokban is megtalálható kisebb-nagyobb gumókban.

## Előfordulása, termelése
A grafit fontosabb előfordulásai:
- Déli-Kárpátok
- Anglia (Borrowdale - Cumbria)
- Finnország (Pargas)
- Olaszország (Vezúv)
- Ausztria (Alpok)
- Srí Lanka (Galle)
- Korea
- USA (Ticonderoga, Bear Mountain, Ogdensburg)[1]

Az Egyesült Államok Geológiai Szolgálata adatai alapján 2016-ban a világ természetes grafit termelése 1 200 000 tonna volt.
| Ország      | Grafit export (ezer t) |
| ----------- | ---------------------- |
| Kína        | 780                    |
| India       | 170                    |
| Brazília    | 80                     |
| Törökország | 32                     |
| Koreai NDK  | 30                     |

Jelentős szintetikus grafit előállító az Egyesült államok.
További jelentős termelők:
- Oroszország
- Németország

## Szerkezete, megjelenése
Szerkezete jellegzetes rétegrács. A hexagonális hálózatú rétegekben az atomok távolsága (1,42 Å) kisebb, mint a gyémántrácsban (1,542 Å), míg két szomszédos réteg 3,35 Ǻ távolságra van egymástól. A rétegsíkokat gyenge van der Waals-erők tartják össze. A grafitban egy szénatom három másik szénatommal kapcsolódik egyszeres (σ) kovalens kötéssel. A szénatomok negyedik vegyértékelektronja nem vesz részt kémiai kötések kialakításában. Ezek az elektronok delokalizáltak. Ennek köszönhető az, hogy a grafit jól vezeti az elektromos áramot, és az is, hogy a grafit fekete színű.

## Előállítása
Az ipari grafitgyártás folyamatát 1896-ban szabadalmaztatta az amerikai Edward Goodrich Acheson (Acheson-eljárás).
Koksz és agyag keverékét hevítve a reakció során szilícium-karbid keletkezik, ami 4150°C-on szilícium-vesztéssel grafitot hagy hátra.

## Felhasználása
Írószerek, festék- és kenőanyagok, olvasztótégelyek, elektródák, atomerőműben moderátorként (pl. RBMK-1000 tipusú reaktorokban).

## Galéria

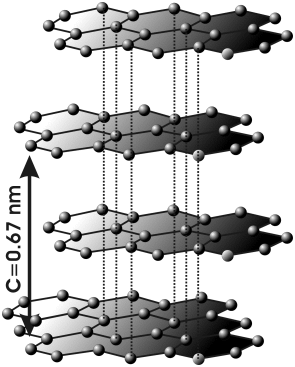
Grafitrács
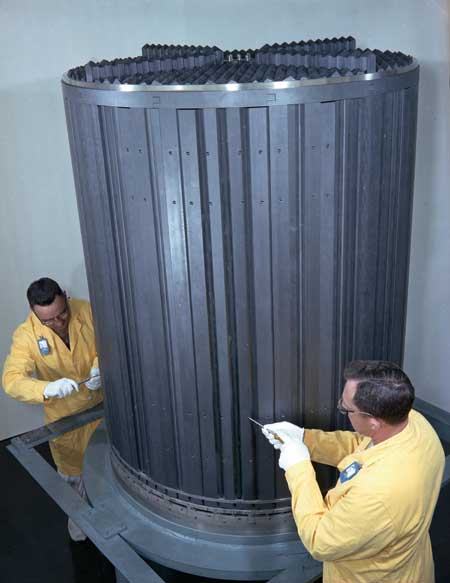
Atomreaktor grafitmagja
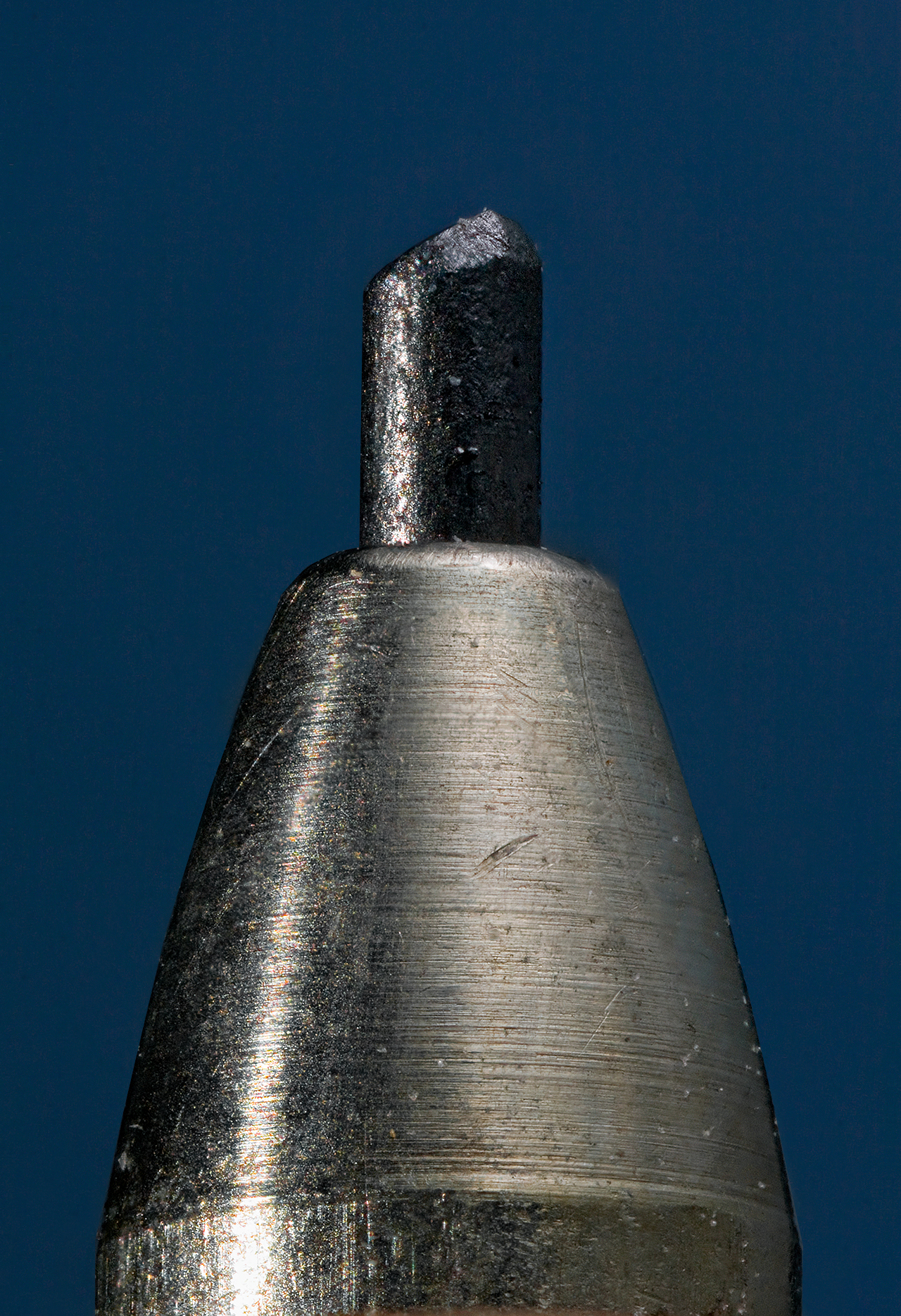
0,5 mm-es grafithegy